# Стембарк
Стембарк (пол. Stębark, нім. Tannenberg) — село в Польщі, у гміні Ґрунвальд Острудського повіту Вармінсько-Мазурського воєводства.
Населення — 443 особи (2011).

## Історія

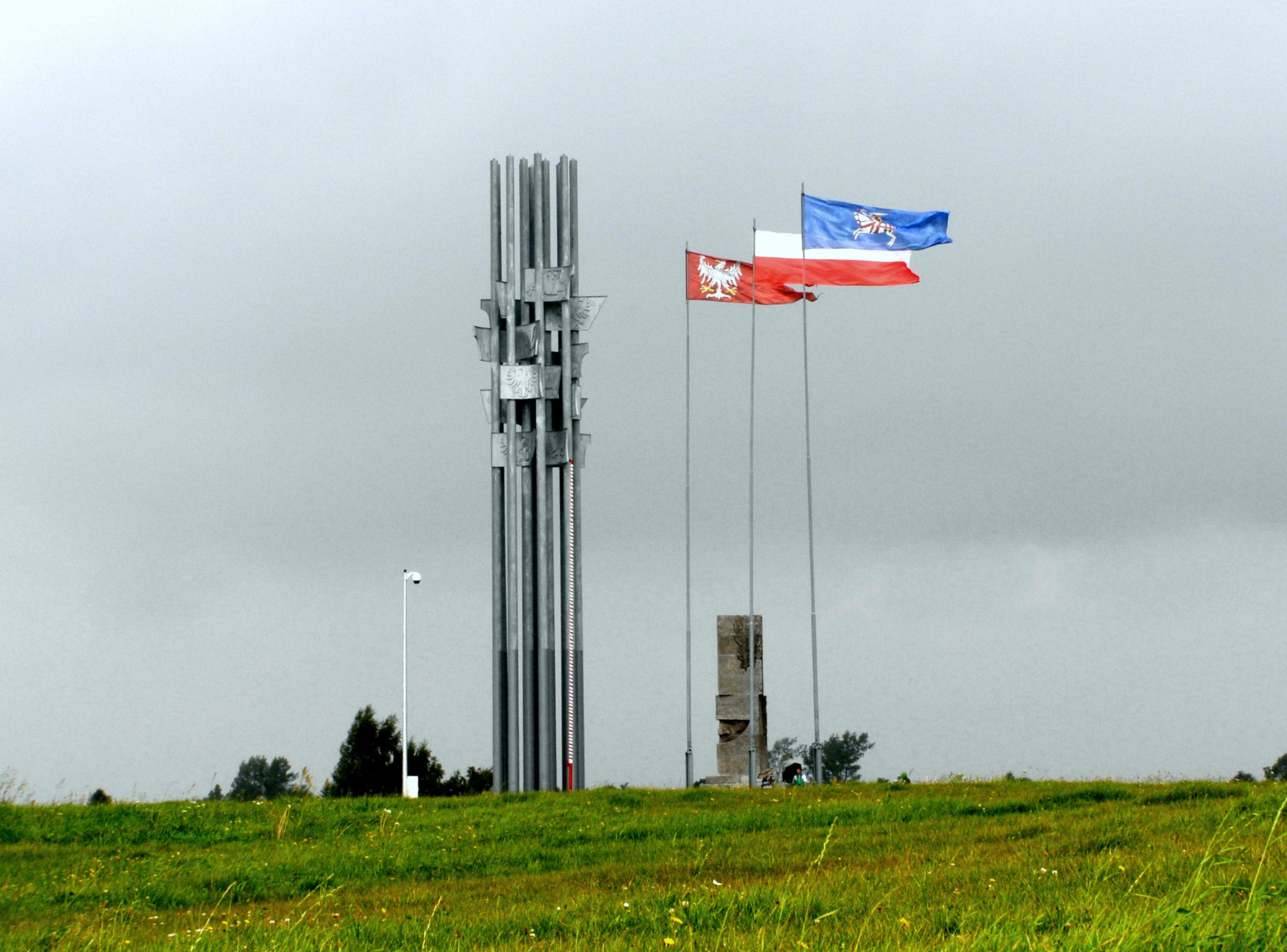
Меморіал на полі Грюнвальдської битви

15 липня 1410 поблизу Стембарк сталася Грюнвальдська битва, в німецькій літературі звана танненбергською битвою або Першою битвою при Танненберзі (друга — в 1914 році).
Між Стембарком, Лодвігово і Ульново (пол. Ulnowo) знаходиться історичне поле битви, в якій об'єднане польсько-литовсько-руське військо під загальним керівництвом Владислава Ягайло розбило хрестоносців Тевтонського ордена, очолюваного великим магістром Ульріхом фон Юнгінгеном.
14 серпня — 2 вересня 1914 сталася битва під Танненбергом (іноді — Друга битва при Танненберзі), яка була частиною східнопруської операції 1914. У цій битві війська Німецької імперії розбили частини Російської імперії. Німецькими військами командував майбутній президент Німеччини Пауль фон Гінденбург, після смерті якого його тіло було поміщено в споруджений раніше в Танненберзі Танненбергський меморіал. Перед захопленням Східної Пруссії Червоною Армією в ході нової Східно-Прусської операції в 1945 році меморіал був знищений німцями, а тіла Гінденбурга і його дружини перевезені в Марбург.
Операція з масового знищення поляків в період Другої Світової війни (операція «Танненберг») також була названа за цим місцем.

## Демографія
Демографічна структура станом на 31 березня 2011 року:
|          | Загалом | Допрацездатний вік | Працездатний вік | Постпрацездатний вік |
| -------- | ------- | ------------------ | ---------------- | -------------------- |
| Чоловіки | 225     | 46                 | 151              | 28                   |
| Жінки    | 218     | 39                 | 131              | 48                   |
| Разом    | 443     | 85                 | 282              | 76                   |